# Harry-Max
Harry-Max (23 de noviembre de 1901 – 13 de marzo de 1979) fue un actor teatral, cinematográfico y televisivo de nacionalidad francesa.

## Biografía
Nacido en París, Francia, su verdadero nombre era Maxime Louis Charles Dichamp. Fue un actor conocido principalmente por sus papeles de fantasía, aunque también estaba dotado para interpretar personajes dramáticos.
En los últimos años de su carrera, trabajó en numerosas producciones televisivas, destacando de entre ellas Les Saintes Chéries, Vidocq, La Caméra explore le temps, Les Cinq Dernières Minutes, Sébastien parmi les hommes, y la emisión de Pierre Sabbagh Au théâtre ce soir. 
De su carrera cinematográfica, también prolífica, puede mencionarse su participación en la película Hibernatus, junto a Louis de Funès. Intervino también en la coproducción franco-italiana Cela s'appelle l'aurore (Así es la aurora), dirigida por Luis Buñuel en 1955.
Harry-Max falleció en Ivry-sur-Seine, Francia, en 1979.

## Teatro
- 1929 : L'Amoureuse Aventure, de Paul Armont y Marcel Gerbidon, escenografía de Jacques Baumer, Teatro Édouard VII
- 1950 : Mon bébé, de Maurice Hennequin, a partir de Baby mine de Margaret Mayo, escenografía de Christian-Gérard, Teatro de la Porte Saint-Martin
- 1952 : La Cuisine des anges, de Albert Husson, escenografía de Christian-Gérard, Théâtre du Vieux-Colombier
- 1955 : La Grande Felia, de Jean-Pierre Conty, escenografía de Christian-Gérard, Teatro del Ambigu-Comique
- 1956 : La Nuit du 4 août, de Albert Husson, escenografía de Christian-Gérard, Teatro Édouard VII
- 1958 : La Cuisine des anges, de Albert Husson, escenografía de Christian-Gérard, Théâtre des Bouffes-Parisiens
- 1958 : Plainte contre inconnu, de Georges Neveux, escenografía de José Quaglio, Théâtre du Vieux-Colombier
- 1958 : Oncle Otto, de Jacques Mauclair, escenografía del autor, Teatro Édouard VII
- 1958 : Père, de Édouard Bourdet, escenografía de Pierre Fresnay, Teatro de la Michodière
- 1959 : La Copie de Madame Aupic, a partir de Gian-Carlo Menotti, adaptación de Albert Husson, escenografía de Daniel Ceccaldi, Teatro des Célestins
- 1961 : La gaviota, de Antón Chéjov, escenografía de Sacha Pitoëff, Teatro Moderne
- 1962 : Zi'nico... ou les artificiers, de Eduardo De Filippo, escenografía de Michel Fagadau, Teatro de la Gaîté-Montparnasse
- 1962 : Ivanov, de Antón Chéjov, escenografía de Sacha Pitoëff, Teatro de París
- 1963 : La Vénus de Milo, de Jacques Deval, escenografía de Pierre Mondy, Teatro des Célestins
- 1964 : Tim, de Pol Quentin, escenografía de Jacques-Henri Duval, Teatro Édouard VII
- 1964 : Tío Vania, de Antón Chéjov, escenografía de Sacha Pitoëff, Teatro Moderne
- 1966 : Ce soir à Samarcande, de Jacques Deval, escenografía de Jean Piat, Teatro de París
- 1968 : L'Enlèvement, de Francis Veber, escenografía de Jacques Fabbri, Teatro Édouard VII
- 1970 : Madame, de Rémo Forlani, escenografía de Sandro Sequi, Teatro de la Renaissance
- 1971 : Le Locataire, de Joe Orton, escenografía de Jacques Mauclair, Teatro Moderne
- 1973 : L'Honneur des Cipolino, de Jean-Jacques Bricaire y Maurice Lasaygues, escenografía de Michel Roux, Teatro Fontaine

## Filmografía

### Cine
| - 1938 : Monsieur Coccinelle, de Bernard Deschamps - 1938 : L'Or dans la montagne, de Max Haufler - 1946 : Amour, Délices et Orgues, de André Berthomieu - 1946 : Le silence est d'or, de René Clair - 1946 : Six heures à perdre, de Alex Joffé y Jean Lévitte - 1947 : La Taverne du poisson couronné, de René Chanas - 1947 : Monsieur Vincent, de Maurice Cloche - 1947 : Paris une nuit, de Jean Devaivre - 1948 : Blanc comme neige, de André Berthomieu - 1948 : L'assassin est à l'écoute, de Raoul André - 1948 : Bal Cupidon, de Marc-Gilbert Sauvajon - 1948 : Cartouche, roi de Paris, de Guillaume Radot - 1948 : La Ferme des sept péchés, de Jean Devaivre - 1948 : Trois garçons, une fille, de Maurice Labro - 1949 : Le Cœur sur la main, de André Berthomieu - 1949 : La Femme nue, de André Berthomieu - 1949 : Lady Paname, de Henri Jeanson - 1949 : Millionnaires d'un jour, de André Hunebelle - 1949 : Véronique, de Robert Vernay - 1950 : Mademoiselle Josette, ma femme, de André Berthomieu - 1950 : La vie est un jeu, de Raymond Leboursier - 1950 : Souvenirs perdus, de Christian Jaque, sketch Une couronne mortuaire - 1951 : La Belle Image, de Claude Heymann - 1951 : Ma femme est formidable, de André Hunebelle - 1951 : Massacre en dentelles, de André Hunebelle - 1951 : Jamais deux sans trois, de André Berthomieu - 1951 : La Poison, de Sacha Guitry - 1951 : Le Plus Joli Péché du monde, de Gilles Grangier - 1952 : Fanfan la Tulipe, de Christian-Jaque - 1952 : Foyer perdu, de Jean Loubignac - 1952 : Le Plus Heureux des hommes, de Yves Ciampi - 1952 : Belle mentalité, de André Berthomieu - 1953 : L'Esclave, de Yves Ciampi - 1953 : Crainquebille, de Ralph Habib - 1953 : L'Affaire Maurizius, de Julien Duvivier - 1953 : L'Ennemi public numéro un, de Henri Verneuil - 1954 : Cadet Rousselle, de André Hunebelle - 1955 : Les héros sont fatigués, de Yves Ciampi - 1955 : Les Pépées au service secret, de Raoul André - 1955 : Je suis un sentimental, de John Berry | - 1955 : Milord l'Arsouille, de André Haguet - 1955 : Mon curé champion du régiment, de Émile Couzinet - 1955 : Les Indiscrètes, de Raoul André - 1955 : Bonjour sourire, de Claude Sautet - 1955 : Cela s'appelle l'aurore, de Luis Buñuel - 1956 : Paris, Palace Hôtel, de Henri Verneuil - 1956 : Courte Tête, de Norbert Carbonnaux - 1956 : Lola Montès, de Max Ophuls - 1956 : La Loi des rues, de Ralph Habib - 1956 : La Polka des menottes, de Raoul André - 1956 : Mitsou, de Jacqueline Audry - 1956 : L'Eau vive, de François Villiers - 1957 : Une Parisienne, de Michel Boisrond - 1957 : Clara et les Méchants, de Raoul André - 1957 : À pied, à cheval et en voiture, de Maurice Delbez - 1957 : Montparnasse 19, de Jacques Becker - 1957 : Miss Pigalle, de Maurice Cam - 1958 : À pied, à cheval et en spoutnik, de Jean Dréville - 1958 : Le Septième Ciel, de Raymond Bernard - 1958 : Le Petit Prof, de Carlo Rim - 1959 : La Bête à l'affût, de Pierre Chenal - 1959 : Les Affreux, de Marc Allégret - 1959 : Certains l'aiment froide, de Jean Bastia - 1960 : Pierrot la tendresse, de François Villiers - 1961 : Le Tracassin, de Alex Joffé - 1962 : Comment réussir en amour, de Michel Boisrond - 1962 : Les Culottes rouges, de Alex Joffé - 1963 : Maigret voit rouge, de Gilles Grangier - 1964 : Les aventures de Salavin, de Pierre Granier-Deferre - 1964 : Comment épouser un premier ministre, de Michel Boisrond - 1968 : Baisers volés, de François Truffaut - 1969 : Appelez-moi Mathilde, de Pierre Mondy - 1969 : Hibernatus, de Édouard Molinaro - 1970 : Caïn de nulle part, de Daniel Daert - 1970 : Céleste, de Michel Gast - 1971 : Le Chat, de Pierre Granier-Deferre - 1971 : Les Assassins de l'ordre, de Marcel Carné - 1971 : Mais qui donc m'a fait ce bébé ?, de Michel Gérard - 1972 :Nous ne vieillirons pas ensemble, de Maurice Pialat - 1972 : Le Rempart des Béguines, de Guy Casaril |

### Televisión
- 1959 : Bastoche et Charles Auguste, de Bernard Hecht
- 1960 : La Belle et son fantôme, de Bernard Hecht
- 1964 : Le Théâtre de la jeunesse : David Copperfield, de Marcel Cravenne
- 1966 : Au théâtre ce soir : La Cuisine des anges, de Albert Husson, escenografía de Christian-Gérard, dirección de Pierre Sabbagh, Teatro Marigny
- 1966 : La Mouette, de Gilbert Pineau
- 1967 : Saturnin Belloir, de Jacques-Gérard Cornu
- 1968 : Les Cinq Dernières Minutes, episodio Les Enfants du faubourg, de Claude Loursais
- 1968 : Sébastien parmi les hommes, de Cécile Aubry
- 1968 : Les Saintes Chéries, episodio  Ève et la Villade, de Jean Becker
- 1968 : Une journée toute simple, de Olivier Ricard
- 1969 : Que ferait donc Faber ?, de Dolorès Grassian
- 1970 : Au théâtre ce soir : Le Mari, la Femme et la Mort, de André Roussin, escenografía de Raymond Rouleau, dirección de Pierre Sabbagh, Teatro Marigny
- 1974 : Au théâtre ce soir : L'Honneur des Cipolino, de Jean-Jacques Bricaire, escenografía de Michel Roux, dirección de Georges Folgoas, Teatro Marigny
- 1975 : Les Cinq Dernières Minutes, episodio Le Coup de pouce, de Claude Loursais